# Schloss Zweibrücken

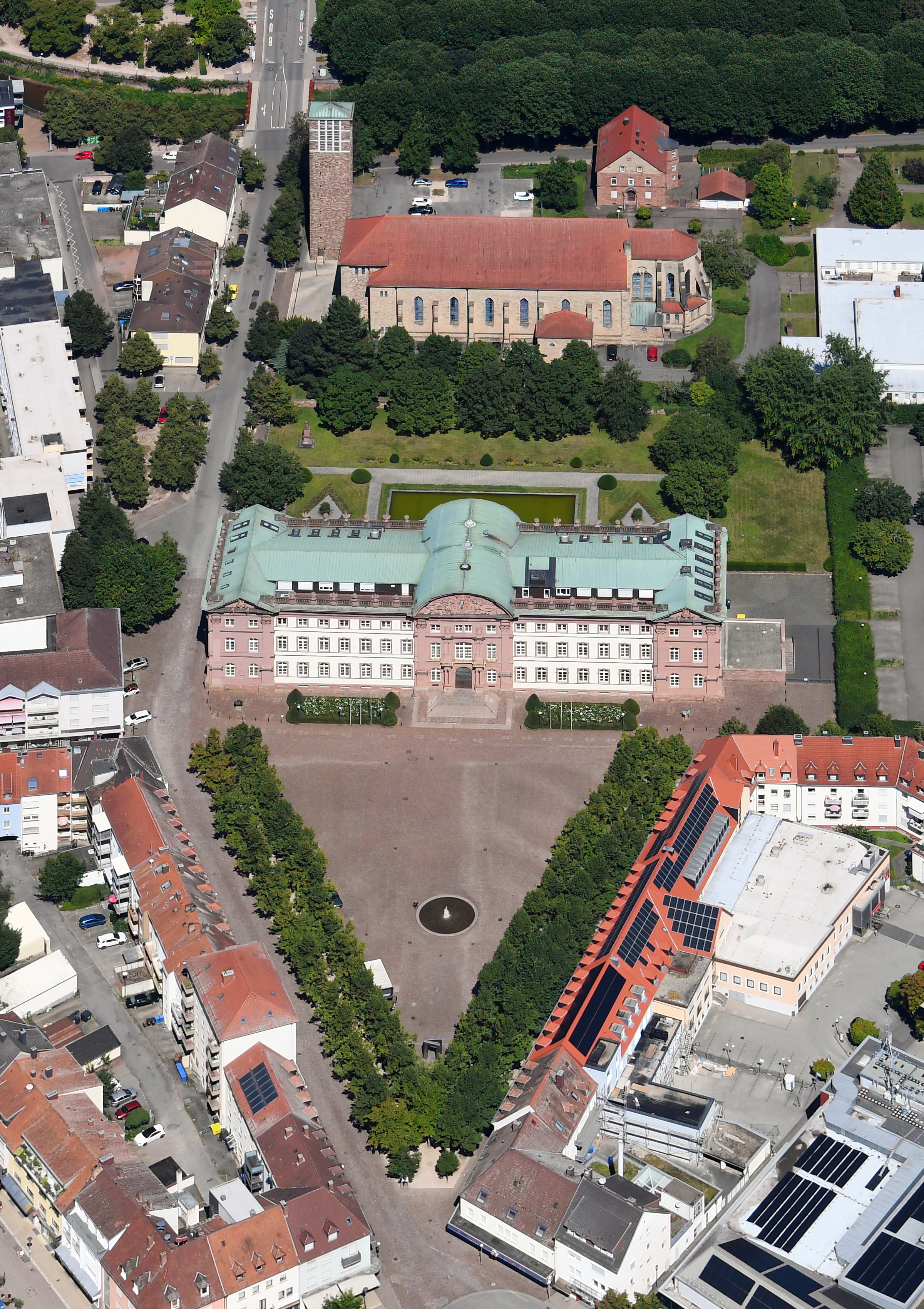
Schloss Zweibrücken mit Schlossplatz und Schlossgarten aus der Luft gesehen

Das Schloss Zweibrücken ist ein Bauwerk in der pfälzischen Stadt Zweibrücken. Nach dem Wiederaufbau ist es seit 1965 Sitz des Pfälzischen Oberlandesgerichtes und der Generalstaatsanwaltschaft Zweibrücken. Es ist heute der größte Profanbau der Pfalz.

## Geschichte
Vorgänger des heutigen Schlosses war die im 12. Jahrhundert von den Grafen von Zweibrücken errichtete Burg Zweibrücken zum Schutz einer benachbarten Handelsstraße. Sie lag am östlichen Schenkel des Dreiecks, das heute den Schlossplatz bildet. Im 15. Jahrhundert wurde Zweibrücken zur Residenz der Herzöge von Pfalz-Zweibrücken und im 16. und 17. Jahrhundert wurde das Schlossareal durch die Wittelsbacher Herzöge mehrfach erweitert und mit neuen Bauten geschmückt. Nach der weitgehenden Zerstörung 1677 im Holländischen Krieg ließ Herzog Gustav Samuel 1720–1725 das Residenzschloss in seiner heutigen Form durch den Baumeister Jonas Erikson Sundahl errichten. Dieses Schloss, welches entsprechend dem Stil der Zeit nicht mehr Verteidigungszwecken, sondern Repräsentationszwecken diente, wurde am nördlichen Schenkel des Dreiecks errichtet. Am 3. Mai 1793 wurde dieses durch die revolutionären Truppen geplündert und blieb für 25 Jahre Ruine, nach Beendigung der französischen Herrschaft wurde das ruinierte Gebäude 1818–1820 in eine Kirche und später in einen Justizpalast umgebaut.
1817 erhielt die katholische Gemeinde Zweibrücken durch ein Dekret König Maximilians I. die Ruine des ehemaligen Herzogsschlosses zugewiesen mit der Genehmigung, diese in eine Kirche umzubauen. Man brach die Zwischenwände im mittleren Teil des Schlosses ab, so dass ein Kirchenraum entstand und setzte einen Dachstuhl mit Schieferdeckung auf das Gebäude. Die so entstandene „Maximilianskirche“ wurde am 28. Mai 1820 durch den Generalvikar Humann geweiht. Später wurde ein Glockenturm angebaut. Der östliche Teil des Gebäudes wurde als Wohnung des katholischen Geistlichen bestimmt, der westliche Teil diente längere Zeit als königliches Absteigequartier und wurde später an den königlichen Appellationsgerichtshof der Pfalz vermietet. In der zweiten Hälfte des Jahrhunderts schritt man dann – nach Plänen von Ludwig Molitor – zu einem Neubau der Kirche im ehemaligen Schlossgarten und überließ nach Fertigstellung der Heilig-Kreuz-Kirche die bisherige „Maximilianskirche“ einer neuen Nutzung als Justizpalast. Der Glockenturm wurde wieder abgetragen.
1945 kam es infolge des Kriegsbombardements zur abermaligen Zerstörung des Schlosses. Nur die massiven Außenmauern hielten teilweise stand – ungefähr ein Drittel der Fassade zur Stadt und der Giebel des Mittelrisalits waren ebenfalls eingestürzt. Da der Wiederaufbau nach dem Krieg lange ungeklärt war, entstanden weitere Schäden. Die Restaurierung von 1962 bis 1964 stellte nach den in Nancy gefundenen Originalplänen von Jonas Erikson Sundahl die barocke Fassade und die abgeflachte Bedachung der Erbauungszeit wieder her, die bereits vor der Zerstörung veränderten Innenräume wurden in moderner Form, entsprechend der Nutzung durch die Justiz, neugestaltet.